# Urządzenie upustowe
Urządzenie upustowe – element budowli hydrotechnicznej, umożliwiające przeprowadzenie wód przez stopień wodny oraz regulację wielkości przepływu. Na jednym stopniu piętrzącym często stosuje się różne urządzenia upustowe. Zestaw urządzeń upustowych dla danego stopnia wodnego projektuje się tak, aby mogły przeprowadzić określoną wielkość przepływu, tj. przepływu powodziowego o określonym prawdopodobieństwie wystąpienia. Część urządzeń upustowych danego stopnia powinna zapewniać możliwość przeprowadzenia różnych ciał stałych, np. kry lodowej, śryżu czy innych pływających przedmiotów, a także rumowiska (upusty płuczące). Ponadto stosuje się urządzenia upustowe umożliwiające całkowite opróżnienie zbiornika. Urządzenia upustowe mogą być wyposażone w zamknięcia lub być urządzeniami bez zamknięć eksploatacyjnych. Stosowane są następujące podstawowe rodzaje urządzeń upustowych:
- przelewy powierzchniowe
- spusty
- sztolnie.

Przelew jest elementem przeprowadzającym wodę przepływającą w przekroju otwartym. Wyróżnia się:
- przelewy łączące bezpośrednio stanowisko górne i dolne,
- przelewy stokowe, omijające budowlę piętrzącą – bystrza.

Spust jest elementem przeprowadzającym wodę przepływającą w przewodzie o przekroju zamkniętym. Sam przewód spustu może zostać przeprowadzony przez korpus budowli lub przez zbocze. Spusty dzieli się na rodzaje według warunków i sposobu pracy przewodu.
Sztolnia jest zamkniętym przewodem prowadzonym poza korpusem budowli hydrotechnicznej.